# 1955 na Alemanha
Esta é uma cronologia dos fatos acontecimentos de ano 1955 na Alemanha.

## Eventos
- 9 de maio: A Alemanha Ocidental entra na Organização do Tratado do Atlântico Norte (OTAN).[1]
- 7 de junho: O escritório militar do governo chamado Amk Blank transforma-se no Ministério da Defesa da Alemanha.
- 26 de junho: O Rot-Weiss Essen conquista o título do campeonato alemão de futebol ao vencer o 1. FC Kaiserslautern.
- 8 a 14 de setembro: O chanceler da Alemanha Ocidental, Konrad Adenauer, visita a Moscou, na Rússia.[1]
- 12 de novembro: Os primeiros 101 soldados voluntários são recebidos pelo ministro da Defesa, Theodor Blank, dando origem às Forças Armadas da Alemanha.